# Rosita Yarza
María Rosa Yarza Manrique, més coneguda com Rosita Yarza (Madrid; 5 de novembre de 1922 - Madrid; 13 d'octubre de 1996) va ser una actriu espanyola.
Casada amb el també actor José María Seoane, va despuntar tant en cinema com en teatre des de la dècada de 1940. Sobre els escenaris va intervenir en nombrosos muntatges en el Teatro Español de Madrid, i va actuar sota les ordres, entre d'altres, de Luis Escobar o Cayetano Luca de Tena. A més dels clàssics de Shakespeare, Cervantes i Lope de Vega, també van interpretar peces contemporànies de José López Rubio i Edgar Neville. La interpretació de Yarza com "Doña Inés" al costat de Seoane en el paper principal de "Don Juan Tenorio" al Teatro Español va ser especialment elogiada.
Del seu pas per la pantalla gran, poden esmentar-se les pel·lícules El hombre que se quiso matar (1942), Santander, la ciudad en llamas (1944) o Mariona Rebull (1947).
Mare de dos fills, José María i Alfonso, va morir a causa d'una insuficiència cardíaca.

## Filmografia
- 1941: Primer amor
- 1942: El hombre que se quiso matar
- 1942: Malvaloca
- 1944: Santander, la ciudad en llamas
- 1944: El sobrino de Don Buffalo Bill
- 1947: Mariona Rebull
- 1953: A dos grados del ecuador
- 1960: ¿Dónde vas, triste de ti?
- 1965: El Zorro cabalga otra vez
- 1969: El enigma de ataúd